# Pitcairnia saltensis
Pitcairnia saltensis är en gräsväxtart som beskrevs av Lyman Bradford Smith. Pitcairnia saltensis ingår i släktet Pitcairnia och familjen Bromeliaceae. Inga underarter finns listade i Catalogue of Life.